# Лисый, Павол
Павол Лисый (также Павол Лиси, словац. Pavol Lisy; род. 9 февраля 1995, Словакия) — словацкий игрок в го, первый европейский профессиональный игрок, обладатель профессионального 2 дана от Европейской федерации го.

## Биография
Павол Лисый родился в 1995 году в Словакии. Его отец — словак, а мать — венгерка. В детстве он собирал крышки из-под пивных бутылок. Однажды отец показал ему, как играть в го, приготовив бумажную доску и используя белые и коричневые крышки в качестве камней. Павол заинтересовался игрой, и вскоре стал ходить на турниры. Его учителем по го стал Мирослав Польяк.
В 2009 году он отправился изучать го в Корею на 3 месяца. После окончания школы (математический класс) Лисый поступил в Братиславский университет на факультет математики, физики и информатики. В 2020 году он защитил диплом магистра по теме «Application of statistical models for prediction of player behaviour in mobile games».
В 2014 году Лисый с 4 победами занял первое место на квалификационном турнире Европейской федерации го и стал первым обладателем европейского профессионального дана (вместе с занявшим второе место израильским игроком Али Джабарином). В 2018 он получил второй дан.
В 2011, 2013 и 2015 годах он становился чемпионом Европы до 20 лет, в 2018 году стал чемпионом основного турнира. В 2019 он занял второе место на европейском гран-при. Является многократным чемпионом Словакии.
Владеет словацким, венгерским и английским языками.